# Dan II
Dan II (zm. 1431) – hospodar Wołoszczyzny w latach 1422–1426 i 1427–1431 z dynastii Basarabów.
Był synem hospodara Dana I. Objął tron hospodarski po wygnaniu swego kuzyna, hospodara Radu II Praznaglava z którym zmagania toczył przez większość swego panowania. W przeciwieństwie do Radu II – który był zwolennikiem ugody z Imperium Osmańskim, Dan II związał się z Węgrami, z których pomocą odparł w 1423 dwa najazdy tureckie, a następnie nawet podjął działania zaczepne na południe od Dunaju, w okolicach Widynia. Po śmierci Radu II w 1427 przejął tron na dłużej, lecz wówczas utracił na rzecz Mołdawii nadmorską twierdzę Cetatea Albă. Ostatecznie w 1428 zawarł pokój z Turcją, zachowując niezależność Wołoszczyzny, zgodził się jednak przy tym na płacenie stałego haraczu. W ostatnich latach życia Dana nasiliła się opozycja bojarska przeciwko niemu, na której czele stał Aleksander Aldea. Zginął w 1431 w walce z Turkami.
Wśród jego synów byli późniejsi hospodarowie wołoscy: Basarab II, Władysław II Dan, Basarab III Stary.